# Manuel Gual Vidal
Manuel Gual Vidal (* 1903 im Bundesstaat Campeche; † 1954) war ein mexikanischer Rechtsanwalt, Hochschullehrer, kurzzeitig Rektor der Universidad Nacional Autónoma de México (UNAM) und Bildungsminister.

## Biografie
Gual absolvierte ab 1918 die Escuela Nacional Preparatoria und studierte danach Rechtswissenschaften an der Escuela Nacional de Jurisprudencia. 1926 graduierte er als Rechtsanwalt, lehrte aber bereits ab 1925 als Professor für öffentliches internationales Recht. Von 1939 bis 1941 war er Direktor der Fakultät für Rechtswissenschaften, später vom 3. August bis zum 7. August 1944 Rektor der Universität. Miguel Alemán Valdés erhob Gual während seiner Präsidentschaft von 1946 bis 1952 in das Amt des Secretario de Educación Pública, ab 1950 lehrte er auch wieder als Professor für Rechtswissenschaft.